# Колібрі-кокетка смугастовусий
Колі́брі-коке́тка смугастовусий (Lophornis magnificus) — вид серпокрильцеподібних птахів родини колібрієвих (Trochilidae). Ендемік Бразилії.

## Опис

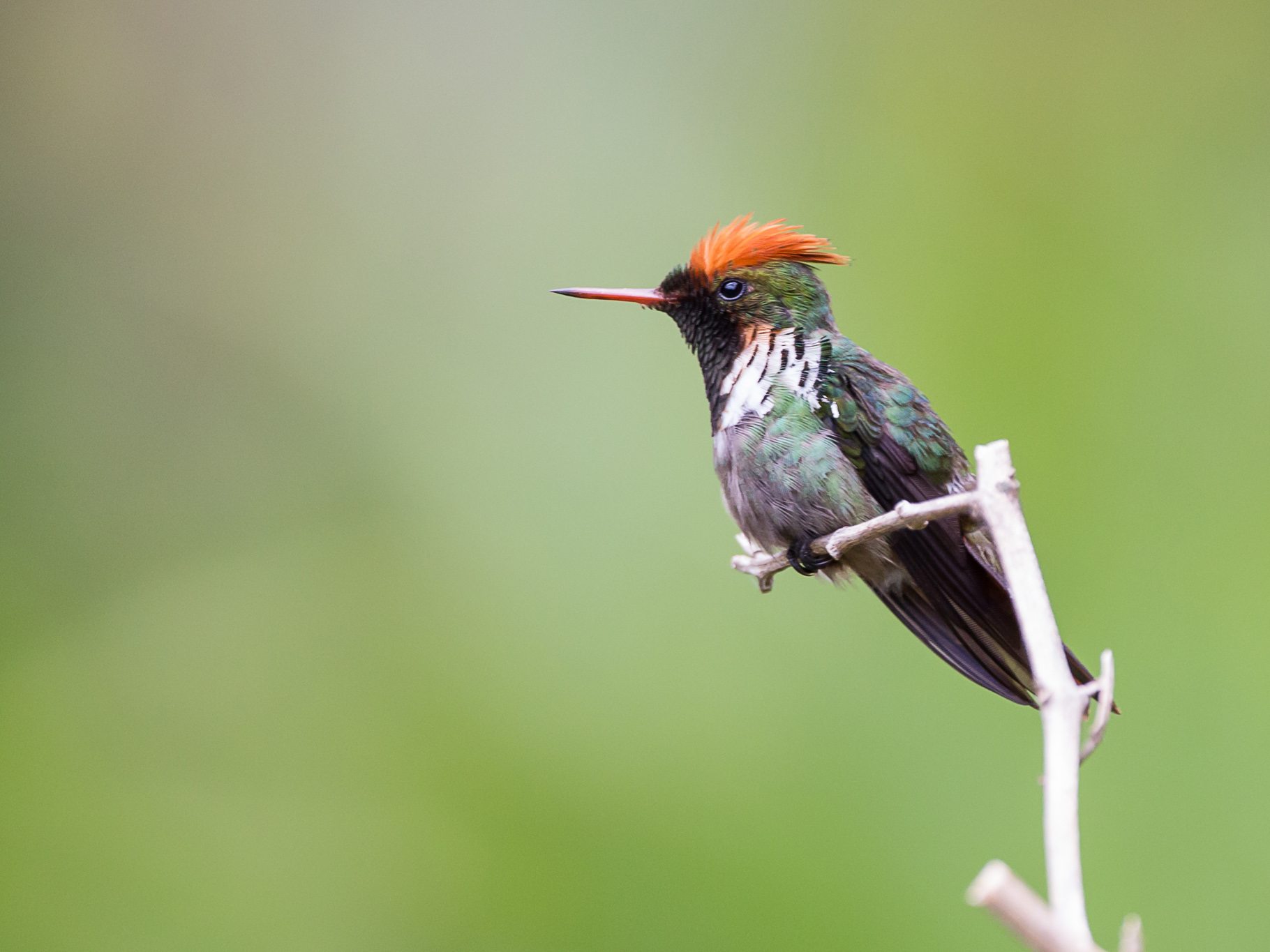
Самець смугастовусого колібрі-кокетки

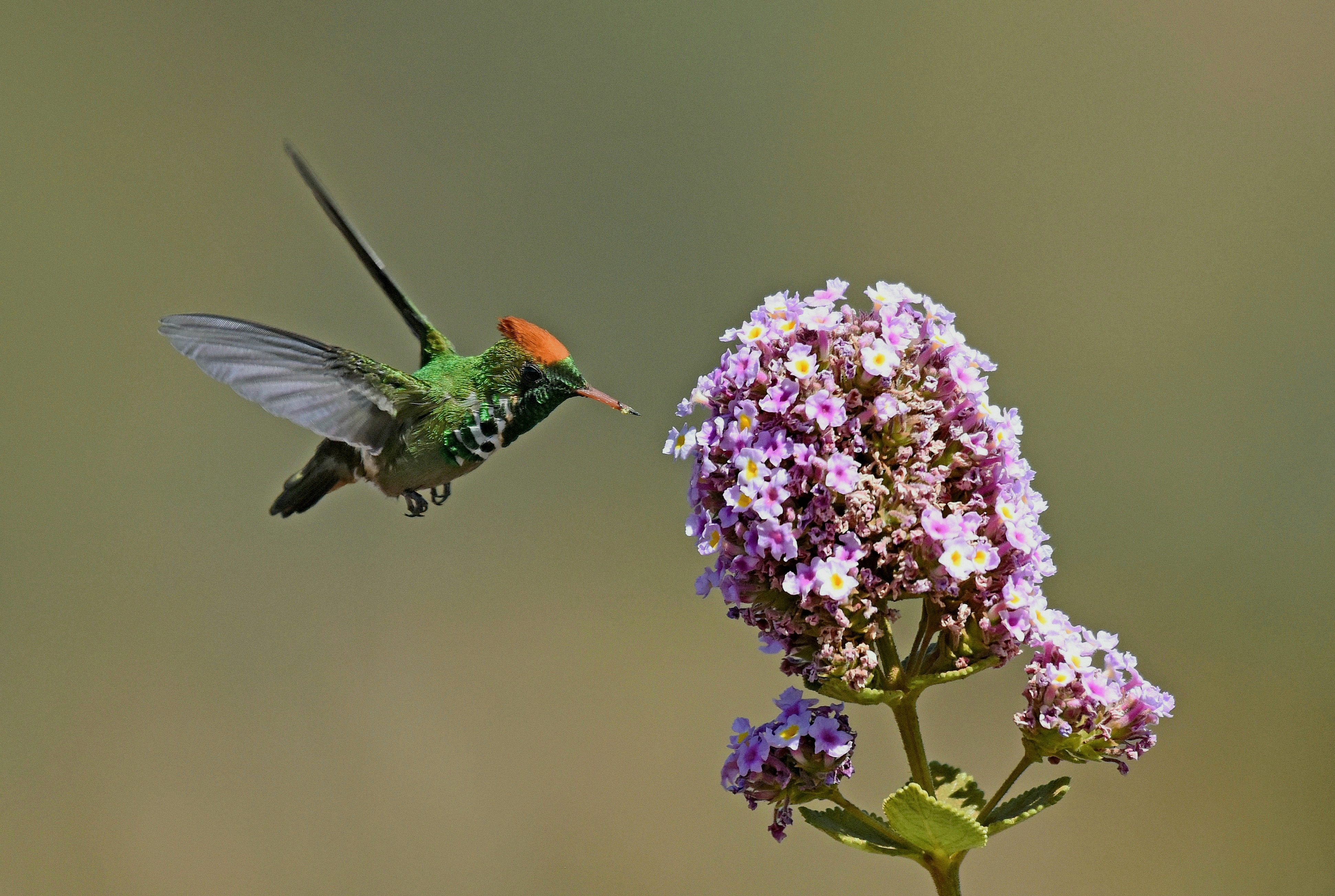
Самець смугастовусого колібрі-кокетки в польоті

Довжина птаха становить 7,1-7,7 см, вага 2,66 г. У самців лоб райдужно-зелений, на тімені помітний темно-рудий чуб. Верхня частина тіла бронзово-зелена, на надхвісті біла смуга. Горло райдужно-зелене, на щоках є направлені в сторони пучки білого (біля основи рудувато-коричневого) пір'я, поцяткованого чорнувато-зеленими смугами. Нижня частина тіла сірувато-зелена, гузка рудувато-коричнева. Крила чорнувато-фіолетові. Центральні стернові пера бронзово-зелені, решта стернових пер руді з бронзово-зеленими кінчиками і краями. Дзьоб короткий, прямий, червоний з чорним кінчиком, лапи коричневі.
У самиць чуб і пучки пір'я на щоках відсутні. Горло у них білувате, поцятковане рудими плямами і темним лускоподібним візерунком. Решта нижньої частини тіла сірувато-зелена, як у самців. Хвіст переважно темно-бронзовий, на кінці рудий. Забарвлення молодих птахів є подібне до забарвлення самиць.

## Поширення і екологія
Смугастовусі колібрі-кокетки мешкають на сході і півдні Бразилії, від Еспіріту-Санту на південь до Ріу-Гранді-ду-Сул. . Вони живуть в напіввідкритих і відкритих ландшафтах, зокрема на узліссях вологих атлантичних лісів, у вторинних лісах і саванах серрадо, на кавових плантаціях і в садах. Зустрічаються на висоті до 1000 м над рівнем моря. Живляться нектаром невеликих квітів, а такош комахами, яких ловлять на висоті від 2 до 5 м над землею. Сезон розмноження триває з серпня по березень. Гніздо чашоподібне, робиться з рослинного пуху і моху, покривається лишайниками, розміщується на вершині чагарника або невеликого дерева, на висоті від 2 до 5 м над землею. В кладці 2 білих яйця. Інкубаційний період триває 12-13 днів, пташенята покидають гніздо через 20 днів після вилуплення.